# Nuestra Señora de Zeitoun
Nuestra Señora de Zeitoun, también conocida simplemente como El-Zeitoun, Zeitun o rara vez, Nuestra Señora de la Luz, fue una aparición mariana que se produjo en Zeitoun, distrito de El Cairo, Egipto, durante un período de dos a tres años a partir del 2 de abril de 1968.

## Aparición
La primera aparición en Zeitoun se registró durante la noche del 2 de abril de 1968, cuando un mecánico de autobús musulmán llamado Mohamed Farouk Atwa, que trabajaba en la calle de la Iglesia Copta de Santa María en Zeitoun, pensó que veía una mujer intentando suicidarse saltando de la estructura. Otros dos hombres también notaron una figura blanca en la parte superior de la iglesia y el avistamiento fue reportado a la policía. Una multitud se reunió en el sitio y la policía trató de dispersarlos. Según la policía, el avistamiento fue sólo un reflejo de la luz de las farolas. Sin embargo, las multitudes según los informes, vieron en aquel suceso una clara aparición de la Virgen María, y así, los intentos por parte de la policía para dispersar a la multitud fueron infructuosos. El evento terminó después de un par de minutos.
Una semana más tarde, el 9 de abril el fenómeno volvió a repetirse, de nuevo, con una duración de solo minutos. Después de eso, las apariciones se hicieron más frecuentes, a veces de dos a tres veces por semana, durante varios años, finalizando en el año 1971. Según la tradición copta, el sitio es uno de los lugares donde la Sagrada Familia se alojó durante su huida a Egipto.
El jefe de la Iglesia Ortodoxa Copta de Alejandría, Papa de Alejandría, Cirilo VI nombró un comité de altos sacerdotes y obispos para investigar el asunto, presidido por el Obispo Gregorio, obispo de estudios de postgrado, cultura e investigación científica copta. El 4 de mayo Cirilo VI emitió una declaración oficial que confirmaba las apariciones.
Las monjas de la Sociedad del Sagrado Corazón de Jesús también fueron testigo de las apariciones y enviaron un informe detallado a la Curia Romana, dando como resultado la llegada de un enviado el 28 de abril, que también vio las apariciones y envió un informe al Papa Pablo VI. Como la aparición sobre una iglesia copta, la Santa Sede abandonó la investigación, dejándosela a las autoridades de la iglesia copta. El 5 de mayo de 1968, el Papa Cirilo VI de la iglesia copta Ortodoxa aprobó la aparición.
Las apariciones fueron también atestiguadas por el presidente Gamal Abdel Nasser, y capturadas por periódicos, fotógrafos y canales de televisión de Egipto. Las investigaciones realizadas por la policía no pudieron encontrar ninguna explicación para el fenómeno. Ningún dispositivo capaz de proyectar la imagen fue encontrado dentro de un radio de quince kilómetros, mientras que el gran número de fotografías a partir de fuentes independientes indican que no hubo ninguna manipulación fotográfica. Dado que fueron incapaces de producir una explicación alternativa para los luminosos avistamientos, el gobierno egipcio aceptó las apariciones como verdaderas.

## Escepticismo sobre los eventos
Las estimaciones del número de observadores del evento varían enormemente. Miles acudieron a la Iglesia después del primer anunció del fenómeno. Algunos dicen que las apariciones fueron vistas por millones de personas. Otras fuentes estiman la cifra en alrededor de 250 000 en total. Cynthia Nelson era una profesora de antropología en la AUC (Universidad Estadounidense de El Cairo) y el fundador y director del Instituto de Estudios de Género y Mujeres. Ella visitó el sitio de la iglesia en varias ocasiones, entre ellas el 15 de abril de 1968, una semana más tarde, cerca del final de abril y el 1 de junio de 1968. A pesar de que sus visitas al lugar de la aparición Mariana fueron de forma irregular, Cynthia Nelson documentó que no vio nada, aparte de unos pocos destellos intermitentes de luz'.
Algunos autores sugieren que los avistamientos deben ser considerados en contexto. Las apariencias, se produjeron en un período de crisis en la historia Egipcia y, se hicieron eco de "un sentimiento generalizado de que la derrota de Egipto en 1967 en la guerra Árabe-Israelí fue el resultado de haber abandonado la fe en favor de las ideas y sistemas de creencias."
Los sociólogos Robert Bartolomé y Erich Goode aluden a las apariciones de Zeitoun como un destacado caso de histeria de masas: "parece que los observadores Marianos estaban predispuestos por el fondo religioso y la expectativa social por interpretar la luz como muestra de la Virgen María."

## Jubileo de Oro
El 12 de mayo de 2018, la Iglesia Copta celebró el Jubileo de Oro del evento mariano. Un gran número de sacerdotes y cristianos de todo Egipto, asistieron a la celebración, sub-fiestas se celebraron desde el 10 hasta el 13 de mayo.